# Трудовой (Тверская область)
Трудовой — поселок в Вышневолоцком городском округе Тверской области.

## География
Находится в центральной части Тверской области, на расстоянии приблизительно 15 км по прямой на восток-юго-восток от города Вышний Волочёк, у железной дороги Москва-Санкт-Петербург (станция Индустрия).

## История
Образован из поселений двух бывших участков (№ 1 и № 2) Осеченского торфопредприятия, основанного в 1929 году. До 2019 года входил в состав ныне упразднённого Терелесовского сельского поселения Вышневолоцкого муниципального района.

## Население
Численность населения составляла 338 человек (русские 97 %) в 2002 году, 272 в 2010.